# Cetatea dacică de la Crăsanii de Jos
Cetatea dacică de la Crăsanii de Jos este o fortificație dacică din secolul al IV-lea î.Hr. situată pe teritoriul României, în județul Ialomița.